# Грефельфінг
Грефельфінг (нім. Gräfelfing) — громада в Німеччині, розташована в землі Баварія. Підпорядковується адміністративному округу Верхня Баварія. Входить до складу району Мюнхен.
Площа — 9,58 км2. Населення становить 13 581 ос. (станом на 31 грудня 2020).